# 约兰塔·奥加尔-希尔
约兰塔·奥加尔-希尔（波蘭語：Jolanta Ogar-Hill，1982年4月28日—），奥地利、波兰女子帆船运动员。她曾代表奥地利、波兰参加2012年、2016年和2020年夏季奥林匹克运动会帆船比赛，其中2020年奥运会获得一枚银牌。